# 1517 w polityce

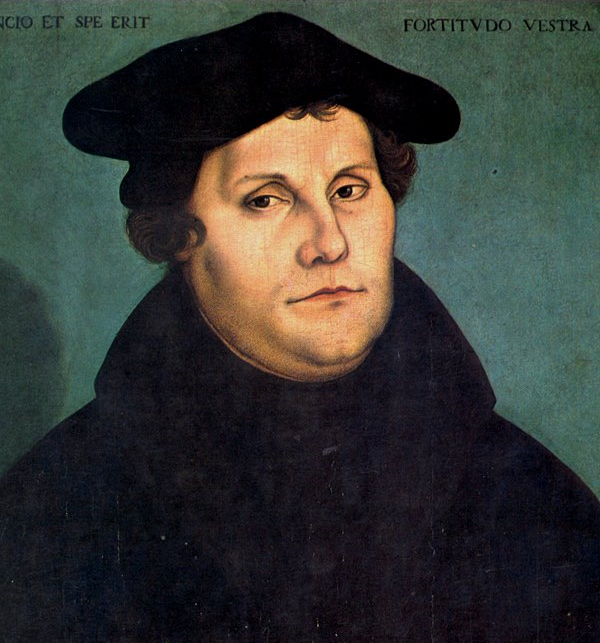
Marcin Luter

Wydarzenia polityczne w 1517 roku.

## Wydarzenia
- 31 października Marcin Luter[1][2] ogłasza 95 tez[3]. Jest to symboliczny początek reformacji.
- Portugalski kupiec Fernão Pires de Andrade udaje się z misją dyplomatyczną do Chin[4].

## Urodzili się
- 2 lutego Gotthard Kettler, mistrz krajowy inflancki zakonu krzyżackiego, a później świecki książę Kurlandii (zm. 1587)[5].

## Zmarli
- 9 stycznia Joanna Aragońska, córka króla Jana II Aragońskiego[6].